# Tóth Anna Judit
Tóth Anna Judit (Budapest, 1975. április 30. –) klasszika-filológus, bizantinológus, fő kutatási területe a késő ókor és Bizánc népi vallásossága, az antik eredetű hagyományok továbbélése.

## Életútja
Egyetemi tanulmányait a Pázmány Péter Katolikus Egyetem latin és ógörög szakán végezte, 2006-ban szerzett doktori fokozatot az Eötvös Loránd Tudományegyetem ókortudományi doktori iskolájában, disszertációját Jóannész Malalasz VI. századi krónikás művéről írta. Egyetemi oktatóként dolgozott a Pázmány Péter Katolikus Egyetemen és a Károli Gáspár Református Egyetemen. Az Országos Széchényi Könyvtár tudományos kutatója és a Magyarságkutató Intézet tudományos főmunkatársa.

## Munkássága
Doktori disszertációját a VI. századi Malalas görög nyelvű krónikájából készítette, érdeklődése itt fordult a bizánci krónikák folklorisztikus forrásokból származó anyagai felé. 2013 és 2017 között részt vett a „Vernacular religion on the boundary of Eastern and Western Christianity. Continuity, changes and interactions” kutatócsoport munkájában, ahol a késő ókor és kora bizánci korszak népies színezetű ünnepeit vizsgálta, és feltárta ezek eredetét, illetve továbbélésének formáit a délkelet-európai néphagyományokban. A kutatásait összegző nagymonográfia a Balassi Kiadó gondozásában jelent meg. További kutatási területe a 17-18. századi latin nyelvű magyarországi történetírás kutatása, jelentősebb műveinek fordítása. A Magyarságkutató Intézet Barokk történetírás projektjének résztvevője.

## Publikációk

### Monográfiák
- Tóth Anna: Ünnepek a keresztény és a pogány kor határán.[3]  Balassi Kiadó, Budapest 2017. (342 p.)
- Kádár Zoltán - Tóth Anna: Az egyszarvú és egyéb állatfajták Bizáncban.[4] Typotex, Budapest 2000. (169 p.)

### Fontosabb tanulmányok
- Telesma and Stoicheion. Magical Statues in Byzantium. In: Éva Pócs (ed.): Magical and Sacred Medical World.[5]  Cambridge Scholars Publishing, 2019. 405–434.
- Damaszkuszi Szt. János A sárkányokról című írása.[6] Antik Tanulmányok 61 (2017) 55–69.
- Mystical Experience in Theurgical Practice. In: Miklós Vassányi – Enikő Sepsi – Anikó Daróczi (eds): The Immediacy of Mystical Experience in the European Tradition.[7]  Springer, Cham 2017. 23–30.
- John Lydus as Pagan and Christian. In: Marianne Sághy – Edward M. Schoolman (eds): Pagans and Christians in the Late Roman Empire: New Evidence, New Approaches (4th-8th centuries).[8] CEU Press, Budapest 2017. 59–68.
- Folk Religion in Antiquity. In: Endre Tóth – Tivadar Vida – Imre Takács (eds.): Saint Martin and Pannonia. Christianity on the Frontiers of the Roman World.[9] Abbey Muserum – Iseum Savarense, Pannonhalma – Szombathely 2016. 43–48.
- Egy rendhagyó keresztény krónika – A vallási identitás bizonytalanságai Malalas krónikájában. In.: D. Tóth Judit – Heidl György (szerk): Studia Patrum. Irodalom, teológia, művészet. Válogatás a Magyar Patrisztikai Társaság VII-XI. konferenciáján elhangzott előadások szerkesztett változataiból.[10] Szent István Társulat, Budapest, 2014. 229-243.
- Az artai híd balladája. Vallástudományi szemle.[11] 6/1 (2010) 72–83.
- Mítoszracionalizálás a bizánci krónikákban. In: Horváth L. Czeglédy A., Krähling E. (szerk): Pietas non sola Romana. Studia memoriae Stephani Borzsák dedicata.[12] Typotex kiadó – Eötvös Kollégium, Bp. 2010.  892–904.
- Ióannés Lydos és a történelem megújítása. Orpheus Noster 1 (2009) 75–82. [13]
- Hun-türkök és asszír-perzsák. Archaizáló népnevek Malalas krónikájában. In: Dobrovits Mihály (szerk.): A becsvágy igézetében. V. Nemzetközi Vámbéry Konferencia.[14] Lilium Aurum, Dunaszerdahely 2008. 263–285.